# Estació de Porta Susa
L'estació de Porta Susa de la ciutat italiana de Torí és la segona estació ferroviària més important i també dona servei a línies de tramvia, autobús i metro.